# Ach (Egyptische mythologie)

Symbool van Ach

De Ach of Akh is Oud-Egyptisch voor de verlichte geest. Met deze term wordt de met magische kracht toegeruste geest van de dode aangeduid. Iedere dode, of hij nu koning of een gewoon burger was, wilde in het hemelse hiernamaals in de goddelijke hoedanigheid van een ach voortbestaan.